# Sarthebari
Sarthebari is een dorp in het district Barpeta van de Indiase staat Assam. 

## Demografie
Volgens de Indiase volkstelling van 2001 wonen er 7.545 mensen in Sarthebari, waarvan 51% mannelijk en 49% vrouwelijk is. De plaats heeft een alfabetiseringsgraad van 83%. 